# تاريخ الهندوسية
الهندوسية هو مصطلح يشير إلى مجموعة واسعة من التقاليد الدينية المرتبطة ببعضها والأصلية في الهند. ومن الناحية التاريخية، يشمل هذا المصطلح تطور الدين في الهند منذ العصر الحديدي، وهي تمتد بدورها إلى أديان ما قبل التاريخ مثل حضارة وادي السند في العصر البرونزي الذي أعقبته ديانة الفيدا في العصر الحديدي.
وفي القرون الأولى بعد الميلاد، انقسمت الفلسفة الهندية إلى آستيكا (Astika) (المذهب القويم) وناستيكا (Nastika) (المذهب البدعي) على حسب قبول سلطة الفيدا أو عدم قبولها. وانقسمت مجموعة الآستيكا إلى ست طوائف، وتطورت في الفترة من القرن الثاني قبل العصر المسيحي إلى القرن السادس بعد العصر المسيحي؛ وهذه الطوائف هي سامخيا (Samkhya) ويوجا (Yoga) ونيايا (Nyaya) وفايشيشيكا (Vaisheshika) وميمامسا (Mimamsa) وفيدانتا (Vedanta). أما الناتسيكا فقد اشتملت على الطوائف البوذية والجاينية والكارفاكية وغيرها من المدارس. وتنافست المدارس المختلفة في هذه الفترة على كسب الأتباع وحدث تأثير متبادل فيما بينها. بينما ظهرت مدرسة تانترا (Tantra) وطقوسها في كل من آستيكا وناستيكا. وتطورت الأديان التوحيدية مثل الشيفية (Shaivism) والشاكتية (Shaktism) والفايشنافية (Vaishnavism) خلال نفس الفترة عن طريق حركة باكتي. وتظهر الهندوسية التقليدية لتكون إحياءً للتقاليد الفيدية مدمجة بالتقاليد الشعبية المحلية، مع انحدار البوذية في الهند تدريجيًا بدءًا من القرن الثامن.
وشهدت الهندوسية في عهد الحكام المسلمين صعودًا ملحوظًا لحركة باكتي التي لا يزال لها وجود إلى اليوم. وشهدت الفترة الاستعمارية ظهور العديد من حركات الإصلاح الهندية التي ألهمتها الثقافة الغربية، ومن أمثلتها الحركة (الثيوصوفية) الروحية. وكان تقسيم الهند سنة 1947 على أسس دينية، فكانت جمهورية الهند ذات الأغلبية الهندوسية.

## جذور الهندوسية
يرى العلماء الغربيون أن الهندوسية توليفة بين حضارات وتراثات دينية متعددة، لها جذور مختلفة. من جذورها: الدين الفيدي التاريخي في العصر الحديدي في شمال الهند وهو نفسه «نتاج مركب من الحضارات والثقافات الهندية الآرية والهارابية»، والسرامانا أو تقاليد التخلي في شمال شرق الهند، والثقافات الميزوليثية والنيوليثية الهندية، وحضارة وادي السند والتقاليد الدرافيدية أيضًا، إلى جانب التقاليد المحلية والأديان القبلية.
بعد الفترة الفيدية، بين عامي 1500-600 قبل الميلاد، في بداية فترة «الملحمة والبورانية» أو بعبارة أخرى «الفترة قبل الكلاسيكية»، نشأت «التوليفة الهندوسية» في التراث البكتي ودخلت المجال البراهماني من خلال التراث السمريتي. في فترة حكم الجوبتا، كتبت أول البورانات، وكان هدفها نشر «العقيدة الدينية الأساسية بين المجموعات والقبائل الأمية التي لم تزل في طور التعلم». نتجت عن هذا هندوسية بورانية مختلفة عن البراهمانية السابقة الموصوفة في الدارماشاسترات والسمريتيات. شاركت الهندوسية البوذية أرض الهند قرونًا عديدة، وحازت في النهاية اليد العليا في كل المجالات في القرن الثامن.
انتشرت هذه «التوليفة الهندوسية» مع تقسيماتها الاجتماعية من شمال الهند إلى  جنوبه والأجزاء الجنوبية الشرقية من آسيا. ودعم انتشارها استقرار البراهميين في أرض أعطاها لهم الحكام المحليون، وتوظيفها للآلهة غير الفيدية الشهيرة، وعملية التحول إلى السنسكريتية التي جرت، والتي كان من شأن الناس فيها من كل طبقات المجتمع أن يتبنوا الأنماط البراهمانية في حياتهم الاجتماعية والدينية. هذه العملية الجامعة تشرح التنوع الواسع في الثقافات المحلية في الهند، التي وصفت بأنها «ترتدي عباءة فضفاضة من الوحدة المفاهيمية».

## التحقيب
ميّز جيمس ميل (1773–1836) في كتابه تاريخ الهند البريطانية (1817)، بين ثلاث حقب في تاريخ الهند، هي الحضاراة الهندوسية ثم الحضارة الإسلامية ثم الحضارة البريطانية. انتُقد هذا التحقيب بسبب المفاهيم الخاطئة التي نشأت عنه. من التحقيبات الأخرى التقسيم إلى «الفترة القديمة ثم الكلاسيكية ثم القروسطية ثم الحديثة»، وقد نال هذا التحقيب أيضًا نصيبه من النقد.
لاحظت روميلا ثابار أن تحقيب جيمس ميل يعطي وزنًا ثقيلا «للسلالات الحاكمة والغزو الخارجي»، ويتجاهل التاريخ الاجتماعي الاقتصادي الذي لطالما كان في خط مستمر. أما التقسيم الثاني فيركز على أن الغزوات الإسلامية كانت بين القرنين الثامن والرابع عشر، ولكن الجنوب لم يُحتل في هذه الفترة كاملًا مطلقًا. وتقول ثابار إن التحقيب يمكن أن ينبني أيضًا على «التغيرات الاجتماعية والاقتصادية الكبيرة»، وهي غير مرتبطة ارتباطًا صارمًا بالقوى الحاكمة.
يبدو أن سمارت ومايكلز يتبعان تحقيب ميل، أما فلود وميوس فيتبعان التحقيب الثاني إلى «الحقبة القديمة ثم الكلاسيكية ثم القروسطية ثم الحديثة». ويمكن إنشاء تحقيب مدروس دقيق حسب التالي:
- الفترة قبل التاريخ وحضارة وادي السند (استمرت حتى نحو عام 1750 قبل الميلاد)
- الفترة الفيدية (بين عامي 1750-500 تقريبًا)
- «التحضر الثاني» (بين عامي 600-200 تقريبًا)
- الفترة الكلاسيكية (بين عام 200 قبل الميلاد وعام 1200 بعد الميلاد تقريبًا)
  - الفترة قبل الكلاسيكية (بين عام 200 قبل الميلاد وعام 300 بعد الميلاد تقريبًا)
  - «العصر الذهبي» (انتهى مع إمبراطورية جوبتا بين عامي 320-650 بعد الميلاد تقريبًا)
  - الفترة الكلاسيكية المتأخرة (بين عامي 650-1200 بعد الميلاد تقريبًا)
- الفترة القروسطية (بين عامي 1200-1500 بعد الميلاد تقريبًا)
- الفترة الحديثة المبكرة (بين عامي 1500-1850 بعد الميلاد تقريبًا)
- الفترة الحديثة (الحكم البريطاني ثم الاستقلال) (بدأت عام 1850 تقريبًا).

## الأديان قبل الفيدية (انتهت عام 1750 تقريبًا)

### قبل التاريخ
أقدم دين قبل التاريخ في الهند ترك آثارًا في الهندوسية آتية من العصر الميزوليثي كما لاحظ العلماء في المواقع الأثرية، إذ وجدوا فيها رسومًا في ملاجئ بيمبتكا الصخرية تعود إلى فترة عام 30,000 قبل الميلاد أو أقدم من ذلك، وآثارًا أخرى من العصور النيوليثية. يمكن إرجاع بعض الممارسات الديني إلى فترة عام 4,000 قبل الميلاد. لم تزل بين أيدينا كثير من نصوص الديانات القبَلية، ولكن «يجب ألا نفترض وجود عديد من التماثلات بين التجمعات القبلية قبل التاريخ والتجماعات القبلية الحالية».

### حضارة وادي السند (3300–1700 قبل الميلاد تقريبًا)
تظهر بعض أختام وادي السند الصليب المعقوف، وهو رمز موجود في كثير من الديانات في العالم. ويرى العلماء أن الرموز القضيبية استعملت في اللغة الهندوسية المتأخرة، وقد وُجد في البقايا الهارابية. تظهر كثير من الأختام في حضارة وادي السند حيوانات. يظهر ختم من الأختام شخصية محترمة جالسة في وضعية تقارب وضعية اللوتس ومحاطة بالحيوانات، سماى المنقبون هذا الختم «باشوباتي»، وهو لقب للإلهين الهندوسيين المتأخرين شيفا ورودرا. كتبت دوريس مث سرينيفاسان عام 1997 «لم تعد كثير من الدراسات الحديثة تسمي الشخصية «سيفا الأولية»، وهو تعبير عن رفض مجموعة مارشال من خصائص شيفا الأولية، ومنها خصيصة الرؤوس الثلاثة». وترى دوريس ما أوله جون مارشال على أنه وجهيّ، ترى أنه ليس إنسانًا بل هو أقرب إلى البقرة، ربما كان إله الرجل الجاموس. ذكر إيرافاقام ماهاديفان أن الرمزين 47 و48 من قاموس المصطلحات الذي أعده الكتاب السندي: نصوص وفهارس وجداول أن الشخصيات الإنسانية الممثلة وهي جالسة، قد تكون لوصف الإله الهندي الجنوبي موروغان.
وبالنظر إلى العدد الكبير للشخصيات الموجودة في وادي السند، يعتقد بعض العلماء أن الشعب الهارابي عبد إلهةً أمًّا تمثل الخصب، وهي عبادة معروفة شائعة اليوم بين الهندوسيين الريفيين حتى اليوم. ولكن هذا الرأي ناقشه إس كلارك الذي يراه تفسيرًا غير صالح لوظيفة وبنية كثير من هذه الشخصيات.
ليس بين يدينا من هذه الفترة أي أبنية دينية أو أدلة على شعائر دفن محددة... فإذا كان في تلك الفترة معابد، فإننا لم نستطع تحديدها إلى اليوم. ولكن في منطقة هاوس -1 في إتش آر - إي في بلدة موهنجارادو، وجد بناءٌ يمكن أن يكون معبدًا

## الفترة الفيدية (بين عامي 1750-500 تقريبًا)
أشيع الفترات المقترحة للفترة الفيدية المبكرة أنها تعود إلى الألفية الثانية قبل الميلاد. الفيدية هي الدين القرباني الذي كان منتشرا بين الهنديين الآريين والناطقين باللهجات الهندية القديمة، وهم الذين ترجع أنسابهم مباشرة إلى الشعوب الهندية الأوروبية الأولية في العصر البرونزي الذين عاشوا في سهول آسيا الوسطى.